# قرش قالب الكعيكة
قرش قَالَب الكُعَيكَة (وهي ترجمة اسمه الإنكليزي cookiecutter shark) وايضاً يسمى القرش السِيجَاريّ ( ترجمة عن الإنجليزية cigar shark )

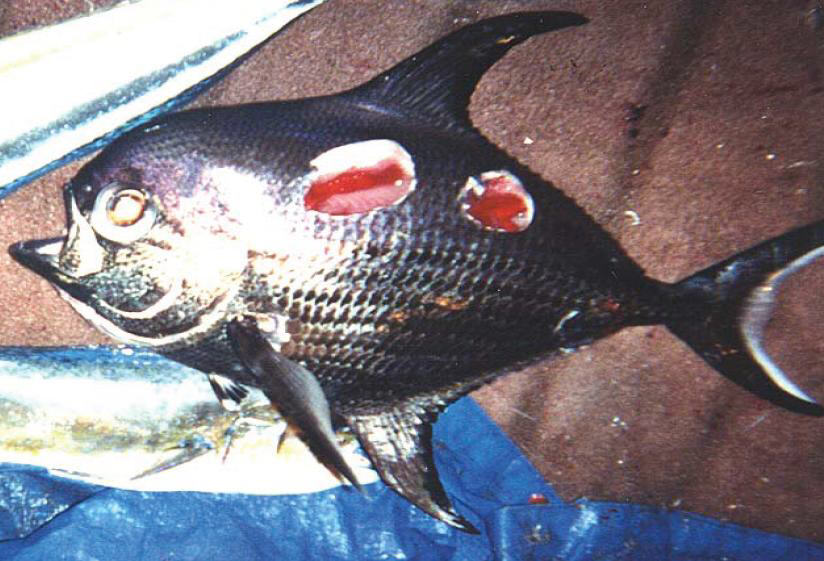
الزُبيديّ هو واحد من انواع كثيرة يَتطفَل عليها قرش قالب الكعيكة.

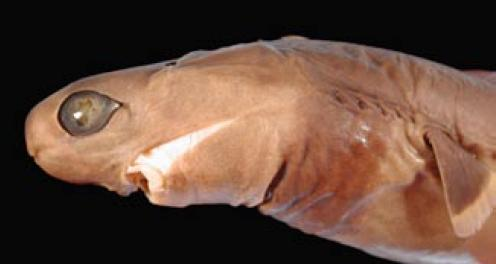
قرش قالب الكُعَيكَة له رأس مُدور و عينان اماميتان كبيرتان و فم مُستعرض.

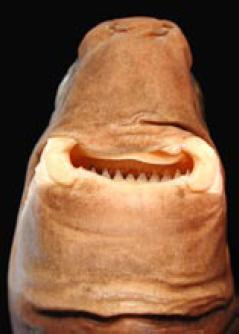
الشفاه الماصة والاسنان السفلية الكبيرة هي تكيفات للحياة الطفيلية لقرش قالب الكعيكة.

هو نوع من Squaliformes (الصغيرة) في عائلة Dalatiidae , اسمه العلمي Isistius brasiliensis.
وسمي بهذا الاسم لانه يقضم قطع دائرية، شكلها يُوحي بأنها قُطِعت بقالب الكُعيكَة (قالب ال cookie أو cookie cutter) من الحيوانات الكبيرة، وآثار قضمته وجدت على الكثير من الثدييّات البحرية و الاسماك وكذلك على الغواصات و الاسلاك التَحبَحرِيّة (كابلات تحت البحر) وعلى البشر(الإنسان).

## معرض صور

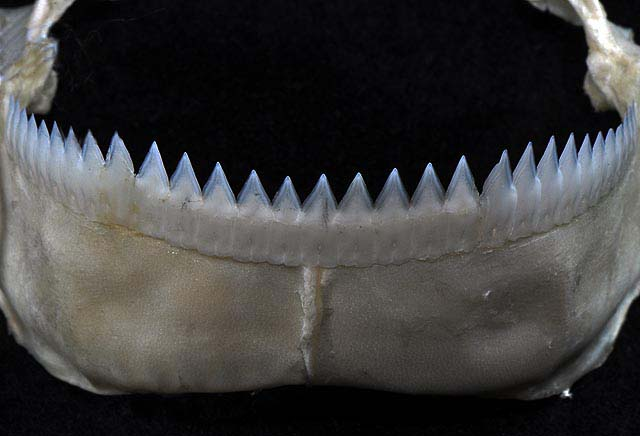
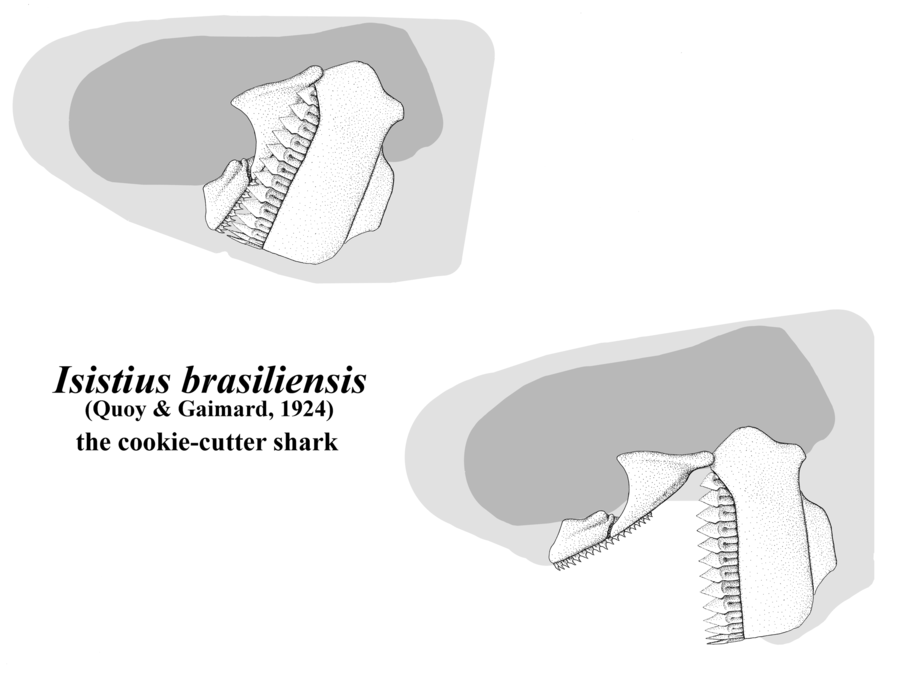
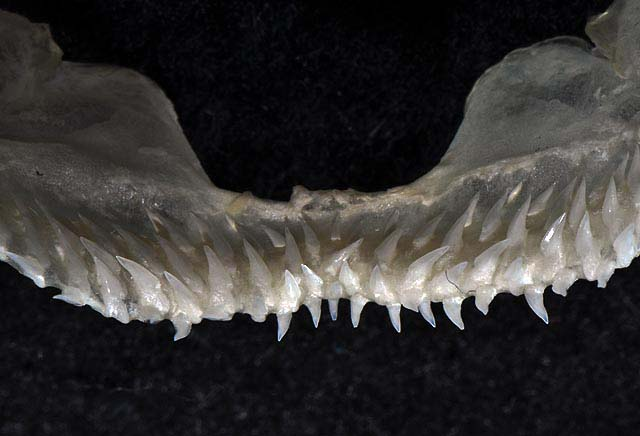
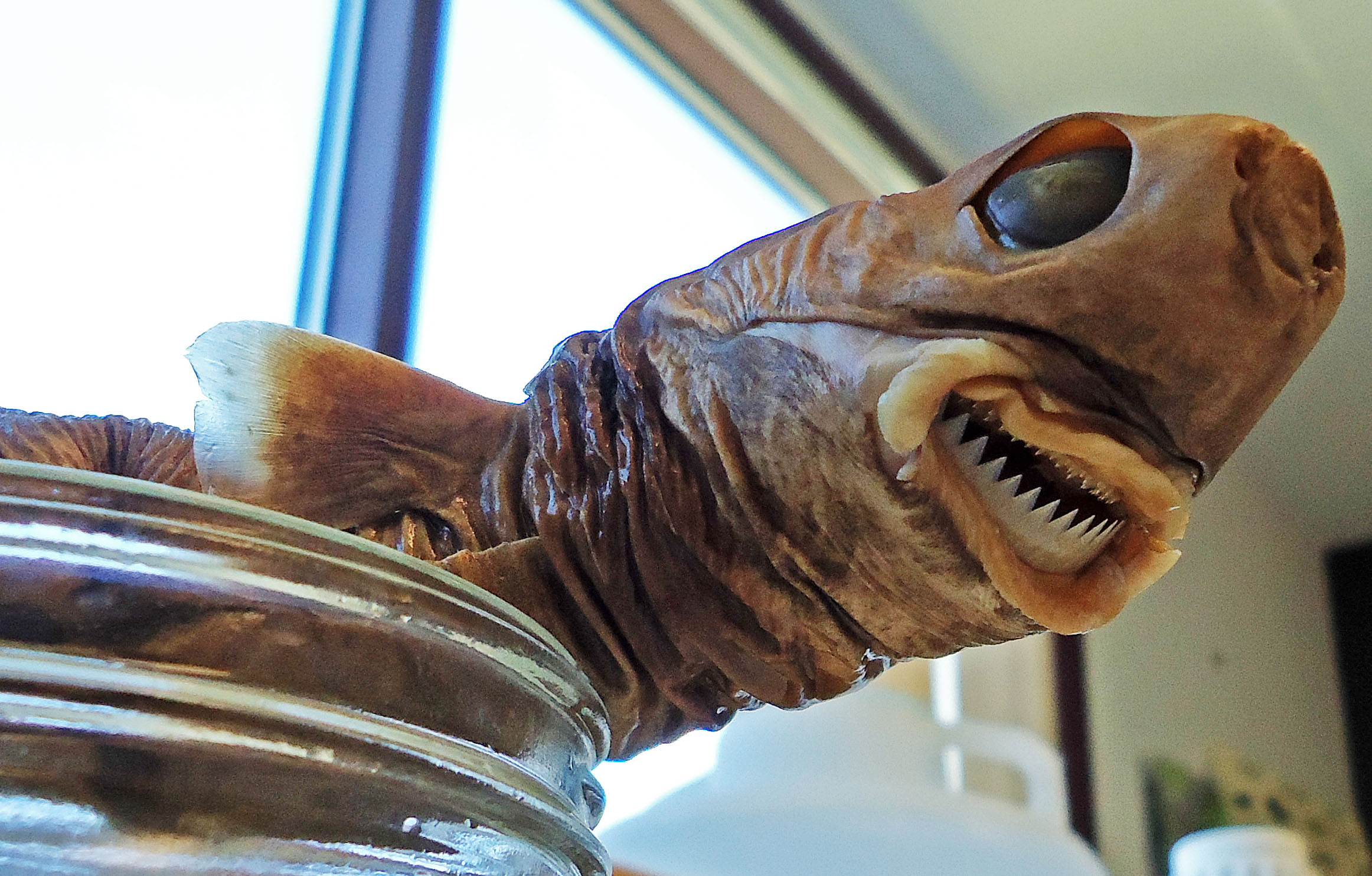
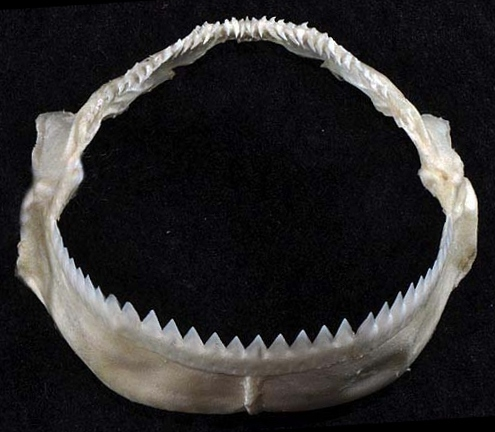